# Thata Alves
Thayaneddy Alves (São Paulo, 17 de março de 1992) é uma poeta brasileira.

## Biografia
Trabalhava como recepcionista, mas deixou o emprego por sofrer preconceito racial devido ao seu cabelo. Organizou eventos literários como o Sarau da Ponte para Cá, em Campo Limpo, e o Sarau das Pretas, em diversos locais de São Paulo. Seus poemas se baseiam na sua experiência de vida e nos seus estudos sobre a diáspora africana.
Em 2017, Thata Alves lançou o livro de poesias Troca. Segundo a autora, a obra surge para realizar uma troca de olhares sobre questões cotidianas adormecidas ou naturalizadas, uma análise da importância da ancestralidade da mulher para encarar alguns elementos de forma panorâmica.
A poeta é mãe dos gêmeos Bryan e Brenno, que desde cedo declamam poesias autorais ao lado da mãe nos saraus que participam. Em 2018, publicou seu primeiro livro infantil, Ibejis: poesias do meu ventre, baseado nas vivências de seus filhos.
Em 2019, Thata Alves ganhou o prêmio Suburbano Convicto na categoria Poeta da Periferia, junto com os autores Alex Richard, Sérgio Vaz, Mariana Felix e Jô Freitas.

## Prêmios
- 2019 - Prêmio Suburbano Convicto: categoria Poeta da Periferia[9][10]

## Obras
- 2016 - Em Reticências - Academia Periférica de Letras
- 2017 - Troca - Zinelândia/Academia Periférica de Letras
- 2018 - Ibejis: poesias do meu Ventre - Academia Periférica de Letras